# ライフドール
ライフドール（LIFEDOLL）は、日本のラブドール、ダッチワイフメーカーである。

## 概要
2008年頃、株式会社トヨッパクとして創業。シリコンアート共に日本市場でオリエント工業よりも柔らかいシリコーン製ラブドールを製造しているのが特徴的であったが、現在、メーカー自体は縮小傾向にあり販売は公式サイトのオーダー販売のみ行なっている。
ボディはハードタイプボディとソフトタイプボディの2種類取り扱っており、ハードタイプボディは人間とほぼ同じ態勢にすることができ写真撮影などの観賞用向けでソフトタイプは関節が柔らかく添い寝などの実用向けである。他のラブドールメーカーと同じく植毛、付け爪、指の骨格、視線可動のオップションも有料で追加できる。